# Municipio de Tioga (Pensilvania)
El municipio de Tioga (en inglés: Tioga Township) es un municipio ubicado en el condado de Tioga en el estado estadounidense de Pensilvania. En el año 2000 tenía una población de 995 habitantes y una densidad poblacional de 9 personas por km².

## Geografía
El municipio de Tioga se encuentra ubicado en las coordenadas 41°55′00″N 77°07′59″O / 41.91667, -77.13306.

## Demografía
Según la Oficina del Censo en 2000 los ingresos medios por hogar en la localidad eran de $32,411 y los ingresos medios por familia eran $38,250. Los hombres tenían unos ingresos medios de $30,536 frente a los $22,813 para las mujeres. La renta per cápita para la localidad era de $15,290. Alrededor del 14,6% de la población estaban por debajo del umbral de pobreza.